# Kościół w Ahlbecku (Amt Am Stettiner Haff)
Kościół w Ahlbecku (niem. Dorfkirche von Ahlbeck) – protestancka świątynia w niemieckiej gminie Ahlbeck, należącej do związku gmin Am Stettiner Haff. Siedziba parafii Ahlbeck.
Budowę kościoła rozpoczęto w 1754 roku, a zakończono cztery lata później. Świątynia szachulcowa, barokowa, z 32-metrową wieżą okrytą cebulastym hełmem
Na emporze kościoła znajdują się organy, wzniesione przez Augusta Wilhelma Grüneberga w 1832 roku, odrestaurowane w sierpniu 2005.
Na wschód od kościoła rośnie 300-letnia lipa szerokolistna, pomnik przyrody.